# Raphael Claus
Raphael Claus (Santa Bárbara d'Oeste, 1979. szeptember 6. –) brazil nemzetközi labdarúgó-játékvezető. 

## Pályafutása

### 2019-es U20-as labdarúgó-világbajnokság
| Időpont          | Helyszín | Mérkőzés típusa | Mérkőzés              | Eredmény |
| ---------------- | -------- | --------------- | --------------------- | -------- |
| 2019. június 11. | Gdynia   | Elődöntő        | Ukrajna – Olaszország | 1 : 0    |

### 2022-es labdarúgó-világbajnokság
| Időpont            | Helyszín  | Mérkőzés típusa | Mérkőzés      | Eredmény |
| ------------------ | --------- | --------------- | ------------- | -------- |
| 2022. november 21. | Al-Rajján | Csoportkör      | Anglia – Irán | 6 : 2    |